# Duaca
Duaca é uma cidade venezuelana, capital do município de Crespo.